# Ferrovia del Dão
La ferrovia del Dão (in portoghese linha do Dão, nota anche come ramal de Viseu e linha de Santa Comba a Viseu) era una ferrovia a scartamento metrico del Portogallo. Correva lungo il fiume Dão tra Santa Comba Dão e Viseu con un percorso di 49,3 km.

## Storia

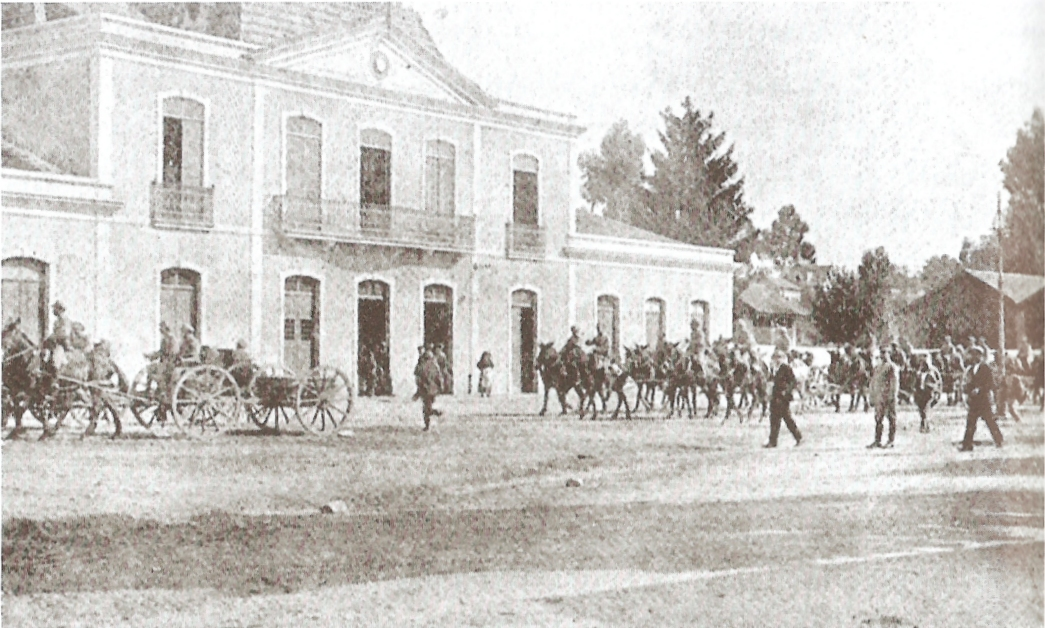
Stazione di Viseu nel 1920

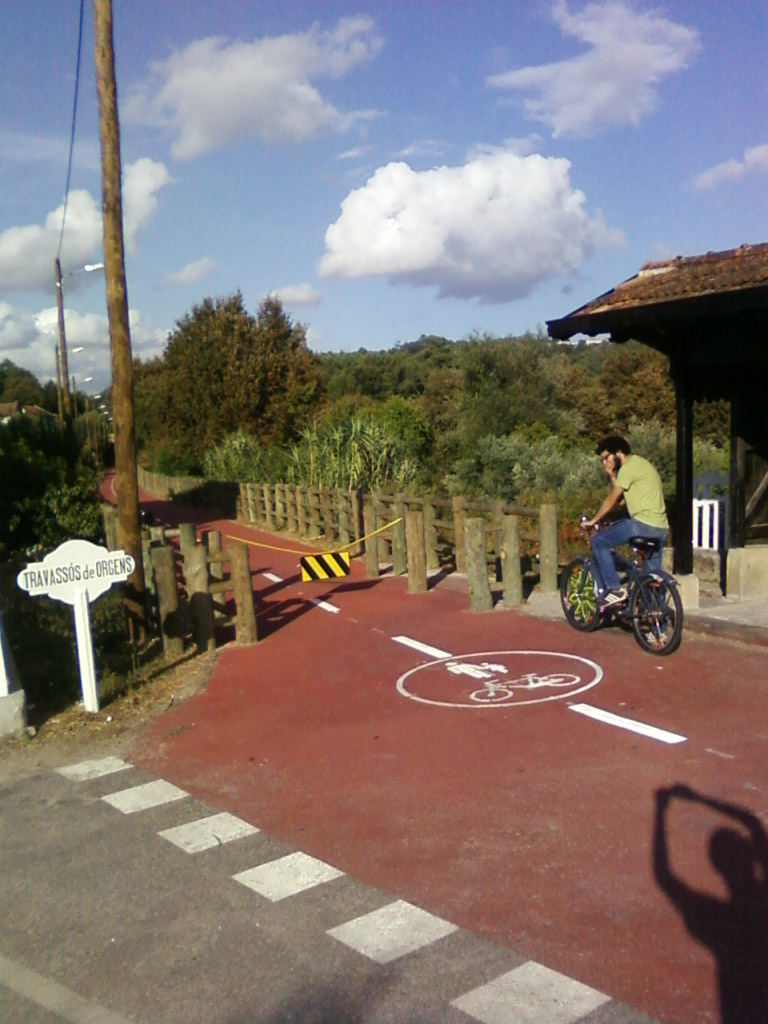
Inizio della ciclovia

La linea venne aperta al traffico il 25 novembre 1890 con trazione a vapore; venne costruita ed esercita dalla Companhia Nacional de Caminhos de Ferro costruttrice anche della ferrovia del Tua. Erano in progetto un'estensione della linea fino a Coimbra e da Viseu fino a collegarsi alla linea del Tua ma non vennero realizzati.
Nel 1972 la linea fu esclusa dal servizio merci e il 25 settembre 1988 anche da quello passeggeri. Venne definitivamente chiusa nel 1990.
Nel 2007 il percorso dismesso tra Viseu e Figueiró venne riutilizzato per realizzare una ciclovia turistica estesa fino a Vildemoinhos. Il progetto venne realizzato dai municipi serviti dalla linea: Viseu, Tondela e Santa Comba Dão. Venne denominato ecopista do Dão, comportò il restauro delle stazioni e delle infrastrutture della linea e venne totalmente illuminato. La ciclovia del Dão fu inaugurata il 2 luglio 2011.

## Materiale rotabile della linea
La prima dotazione di mezzi di trazione della linea fu costituita da 6 locomotive a vapore costruite dalla Maschinenfabrik Esslingen.
| Unità | Anno di costruzione | Costruttore               | Nome        | Rodiggio | Note |
| ----- | ------------------- | ------------------------- | ----------- | -------- | ---- |
| 01    | 1889                | Maschinenfabrik Esslingen | Beira Alta  |          |      |
| 02    | 1889                | Maschinenfabrik Esslingen | Vizeu       |          |      |
| 03    | 1889                | Maschinenfabrik Esslingen | Santa Comba |          |      |
| 04    | 1889                | Maschinenfabrik Esslingen | Tondella    |          |      |
| 05    | 1889                | Maschinenfabrik Esslingen | Dão         |          |      |
| 07    | 1889                | Maschinenfabrik Esslingen | Viriato     |          |      |

La fabbrica belga Societé Internationale de Braine-le-Comte fornì 4 bagagliai e 20 carrozze, una salone, 2 di prima classe, 6 di seconda classe, 8 di terza classe e 3 miste prima/seconda classe. La dotazione di 40 carri merci venne fornita dalla La Brugeoise et Nivelles.
Negli anni cinquanta furono acquistate alcune automotrici costruite dalla Allan di Rotterdam della serie 9300.
|  | Unknown route-map component "exCONTg" |

|  | Unknown route-map component "exABZg+l" | Unknown route-map component "exCONTfq" |

|  | Unknown route-map component "exBHF" |

| Unknown route-map component "exCONTgq" | Unknown route-map component "exABZgr" |  |

|  | Unknown route-map component "exHST" |

|  | Unknown route-map component "exHST" |

|  | Unknown route-map component "exHST" |

|  | Unknown route-map component "exBHF" |

|  | Unknown route-map component "exTUNNEL1" |

| Transverse water | Unknown route-map component "exhKRZWae" | Transverse water |

|  | Unknown route-map component "exHST" |

|  | Unknown route-map component "exBHF" |

|  | Unknown route-map component "exHST" |

|  | Unknown route-map component "exBHF" |

|  | Unknown route-map component "exTUNNEL1" |

|  | Unknown route-map component "exBHF" |

|  | Unknown route-map component "exBHF" |

|  | Unknown route-map component "exHST" |

|  | Unknown route-map component "exHST" |

|  | Unknown route-map component "exBHF" |

| Transverse water | Unknown route-map component "exhKRZWae" | Transverse water |

|  | Unknown route-map component "exHST" |

| Unknown route-map component "exBUE" |

|  | Unknown route-map component "exBHF" |

| Unknown route-map component "exSTR+GRZq" |

|  | Unknown route-map component "exHST" |

|  | Unknown route-map component "exBHF" |

| Transverse water | Unknown route-map component "exhKRZWae" | Transverse water |

|  | Unknown route-map component "exSTR" | Continuation backward |

| Unknown route-map component "STR+l" | Unknown route-map component "xKRZu" | One way rightward |

| Unknown route-map component "XBHF-L" | Unknown route-map component "exXBHF-R" |  |

| Straight track | Unknown route-map component "exCONTf" |  |

| Continuation forward |